# Tuyên ngôn Quốc tế Nhân quyền
Tuyên ngôn Quốc tế Nhân quyền (TNQTNQ) là văn kiện quốc tế đặt ra các quyền con người được Đại Hội đồng Liên Hợp Quốc thông qua vào ngày 10 tháng 12 năm 1948 ở Cung Chaillot tại Paris, Pháp. Eleanor Roosevelt là người đứng đầu ủy ban dự thảo.
TNQTNQ đặt ra các quyền lợi và tự do cơ bản của mỗi cá nhân. TNQTNQ tuyên bố "mọi người sinh ra tự do, bình đẳng về nhân phẩm và quyền lợi", không phân biệt "chủng tộc, màu da, giới tính, ngôn ngữ, tôn giáo, chính kiến hoặc kiến giải khác, quốc tịch hoặc xuất thân xã hội, tài sản, xuất sinh hoặc thân phận khác". TNQTNQ là văn kiện quan trọng trong lịch sử quyền con người bởi vì các quyền lợi, tự do của TNQTNQ là chung của loài người, không phân biệt văn hóa, chế độ chính trị hoặc tôn giáo. TNQTNQ là nền tảng của luật quốc tế về nhân quyền, ví dụ như Công ước quốc tế về các quyền dân sự và chính trị và Công ước quốc tế về các quyền kinh tế, xã hội và văn hóa.
Tuy không có hiệu lực pháp luật nhưng TNQTNQ đã được đưa vào những điều ước quốc tế, văn kiện nhân quyền của các khu vực và hiến pháp, bộ luật quốc gia.
Tất cả 193 nước thành viên Liên Hợp Quốc đều đã phê chuẩn ít nhất một trong chín điều ước quốc tế nhân quyền chịu ảnh hưởng của TNQTNQ, phần lớn đã phê chuẩn ít nhất bốn điều ước. Nhiều điều khoản của TNQTNQ đã được công nhận là tập quán quốc tế. TNQTNQ đã được dịch ra 530 thứ tiếng, là văn kiện phổ quát nhất trong lịch sử.

## Bố cục và nội dung
TNQTNQ gồm:
- Lời nói đầu trình bày bối cảnh lịch sử của TNQTNQ.
- Điều 1–2 đặt ra các khái niệm nhân phẩm, tự do và bình đẳng.
- Điều 3–5 đặt ra các quyền lợi cơ bản khác như quyền sống và cấm chế độ nô lệ, tra tấn.
- Điều 6–11 đặt ra các quyền lợi của cá nhân trước pháp luật như quyền bình đẳng trước pháp luật và quyền được xét xử công bằng.
- Điều 12–17 đặt ra các quyền lợi của cá nhân đối với cộng đồng như quyền tự do đi lại, quyền sở hữu tài sản và quyền có quốc tịch.
- Điều 18–21 đặt ra các quyền lợi dân sự và chính trị như quyền tự do tư tưởng, tín ngưỡng, tôn giáo, ngôn luận, tụ họp và lập hội.
- Điều 22–27 đặt ra các quyền lợi kinh tế, xã hội và văn hóa như quyền an sinh xã hội, có tiêu chuẩn sống xứng và quyền được chăm sóc của mẹ và trẻ em.
- Điều 28–30 đặt ra giới hạn của các quyền lợi, tự do, nghĩa vụ của cá nhân đối với xã hội và cấm lạm dụng các quyền lợi, tự do vào mục đích trái với Liên Hợp Quốc.[11]

## Lịch sử

### Chiến tranh thế giới thứ hai
Vào Chiến tranh thế giới thứ hai, khối Đồng Minh đề xướng Tứ tự do làm cương lĩnh: tự do ngôn luận, tự do tôn giáo, tự do khỏi sợ hãi, tự do khỏi nghèo khó. Cuối chiến tranh, Hiến chương Liên Hợp Quốc được kí kết, tái khẳng định nhân quyền, nhân phẩm và ràng buộc các nước thành viên bảo vệ quyền con người mà không phân biệt chủng tộc, giới tính, ngôn ngữ hoặc tôn giáo. Sau khi chiến tranh kết thúc, tội ác của Đức Quốc Xã được vạch trần, khiến cho cộng đồng quốc tế quyết định ra một bản tuyên ngôn xác định các quyền lợi và tự do của mọi người.

### Soạn thảo
Tháng 6 năm 1946, Hội đồng Kinh tế và Xã hội Liên Hợp Quốc thành lập Ủy ban Liên Hợp Quốc về Nhân quyền gồm 18 ủy viên thuộc các quốc gia, tôn giáo, chính kiến khác nhau, giao nhiệm vụ soạn thảo một văn kiện về quyền con người. Tháng 2 năm 1947, Ủy ban Liên Hợp Quốc về Nhân quyền thành lập Ủy ban dự thảo TNQTNQ do Eleanor Roosevelt đứng đầu. Trong hai năm, Ủy ban dự thảo họp hai kỳ họp.
Ủy ban dự thảo ban đầu gồm các ủy viên từ Canada, Liban, Mỹ, Pháp và Trung Hoa Dân quốc. John Peters Humphrey là người soạn chính của TNQTNQ, René Cassin là đồng tác giả, Trương Bành Xuân là Phó Chủ nhiệm Ủy ban dự thảo, Charles Malik là Báo cáo viên. Một tháng sau khi được thành lập, Ủy ban dự thảo kết nạp thêm các ủy viên từ Chile, Liên Xô và Úc.
Tháng 5 năm 1948, Ủy ban dự thảo họp kỳ họp thứ hai và cuối cùng để xem xét ý kiến, đề nghị của các nước thành viên LHQ và tổ chức quốc tế. Đại diện của những cơ quan LHQ và tổ chức phi chính phủ cũng tham dự phiên họp.
Ngày 21 tháng 5 năm 1948, Ủy ban dự thảo bế mạc kỳ họp, trình dự thảo "Tuyên ngôn Quốc tế Nhân quyền" và "Công ước Quốc tế về Nhân quyền" lên Ủy ban Liên Hợp Quốc về Nhân quyền. Từ ngày 21 tháng 5 đến ngày 18 tháng 6 năm 1948, Ủy ban Nhân quyền xem xét, thảo luận dự thảo ở Genève. Văn bản dự thảo được lưu hành giữa các nước thành viên LHQ. Ấn Độ đề nghị dùng từ "human beings" thay cho "men" để bảo đảm bình quyền nam nữ. Nam Phi cực lực vận động xóa từ "nhân phẩm" khỏi bản tuyên ngôn do "nhân phẩm không có tiêu chuẩn chung và không phải là 'quyền'", nhưng bị chỉ trích là vô lí bởi vì chính Nam Phi là nước tích cực tham gia soạn thảo Hiến chương LHQ và đã đề nghị thêm nhân phẩm vào bản tuyên ngôn. Sự thật là Nam Phi không muốn quyền nhân phẩm được công nhận bởi vì chế độ apartheid sẽ bị công kích. Sau cùng, bản tuyên ngôn giữ lại quyền nhân phẩm.
Ủy ban Nhân quyền thông qua dự thảo TNQTNQ và Công ước Quốc tế về Nhân quyền, 12 nước biểu quyết tán thành, bốn nước biểu quyết trắng. Dự thảo được trình lên Hội đồng Kinh tế và Xã hội xem xét, quyết định. Ngày 26 tháng 8 năm 1948, Hội đồng Kinh tế Xã hội quyết định trình dự thảo TNQTNQ lên Đại Hội đồng.
Từ ngày 30 tháng 9 đến ngày 7 tháng 12 năm 1948, Ủy ban thứ ba của Đại Hội đồng họp 81 phiên họp để xem xét, thảo luận dự thảo và 168 đề nghị sửa đổi của các nước thành viên LHQ. Ngày 6 tháng 12, Ủy ban thứ ba quyết định thông qua dự thảo, 29 phiếu thuận, bảy phiếu trắng. Dự thảo được trình lên toàn thể Đại Hội đồng xem xét, quyết định từ ngày 9 đến ngày 10 tháng 12 năm 1948.

### Thông qua

Kết quả biểu quyết:
- Xanh: tán thành;
- Cam: biểu quyết trắng;
- Đen: không tham gia biểu quyết;
- Xám: không phải là nước thành viên LHQ

Ngày 10 tháng 12 năm 1948, TNQTNQ được Đại Hội đồng Liên Hợp Quốc thông qua ở Cung Chaillot, Paris. Trong số 58 nước thành viên LHQ bấy giờ, 48 nước biểu quyết tán thành, tám nước biểu quyết trắng, Honduras và Yemen không tham gia biểu quyết.
Kết quả biểu quyết là cái nhìn toàn cảnh về lập trường của các nước thành viên LHQ. Nam Phi biểu quyết trắng để bảo vệ chế độ apartheid, rõ ràng vi phạm TNQTNQ. Ả Rập Xê Út biểu quyết trắng do phản đối quyền bình đẳng hôn nhân trong điều 16 và quyền cải đạo trong điều 18. Sáu nước cộng sản biểu quyết trắng do bản tuyên ngôn không kịch liệt lên án chủ nghĩa phát xít và chủ nghĩa quốc xã. Eleanor Roosevelt cho rằng các nước cộng sản biểu quyết trắng do bản tuyên ngôn bảo đảm quyền xuất dương, hồi hương ở điều 13. Những quan sát viên khác thì cho rằng lý do là bản tuyên ngôn bảo đảm các quyền lợi dân sự và chính trị.
Tuy biểu quyết tán thành nhưng Anh bày tỏ sự bất mãn rằng bản tuyên ngôn chỉ có giá trị tinh thần chứ không có hiệu lực pháp luật. Phải đến khi Công ước quốc tế về các quyền dân sự và chính trị có hiệu lực vào năm 1976 thì hầu hết các điều khoản của TNQTNQ mới được thi hành.
48 nước biểu quyết tán thành TNQTNQ:
- Afghanistan
- Argentina
- Úc
- Bỉ
- Bolivia
- Brasil
- Miến Điện
- Canada[a]
- Chile
- Trung Quốc
- Colombia
- Costa Rica
- Cuba
- Đan Mạch
- Cộng hòa Dominica
- Ecuador
- Ai Cập
- El Salvador
- Ethiopia
- Pháp
- Hy Lạp
- Guatemala
- Haiti
- Iceland
- Ấn Độ
- Iran
- Iraq
- Liban
- Liberia
- Luxembourg
- México
- Hà Lan
- New Zealand
- Nicaragua
- Na Uy
- Pakistan
- Panama
- Paraguay
- Peru
- Philippines
- Xiêm
- Thụy Điển
- Syria
- Thổ Nhĩ Kỳ
- Anh Quốc
- Mỹ
- Uruguay
- Venezuela

Tám nước biểu quyết trắng:
- Tiệp Khắc
- Ba Lan
- Ả Rập Xê Út
- Liên Xô
- Cộng hòa Xã hội chủ nghĩa Xô viết Byelorussia
- Cộng hòa Xã hội chủ nghĩa Xô viết Ukraina
- Nam Phi
- Nam Tư

Hai nước không tham gia biểu quyết:
- Honduras
- Yemen

### Ngày Quốc tế Nhân quyền

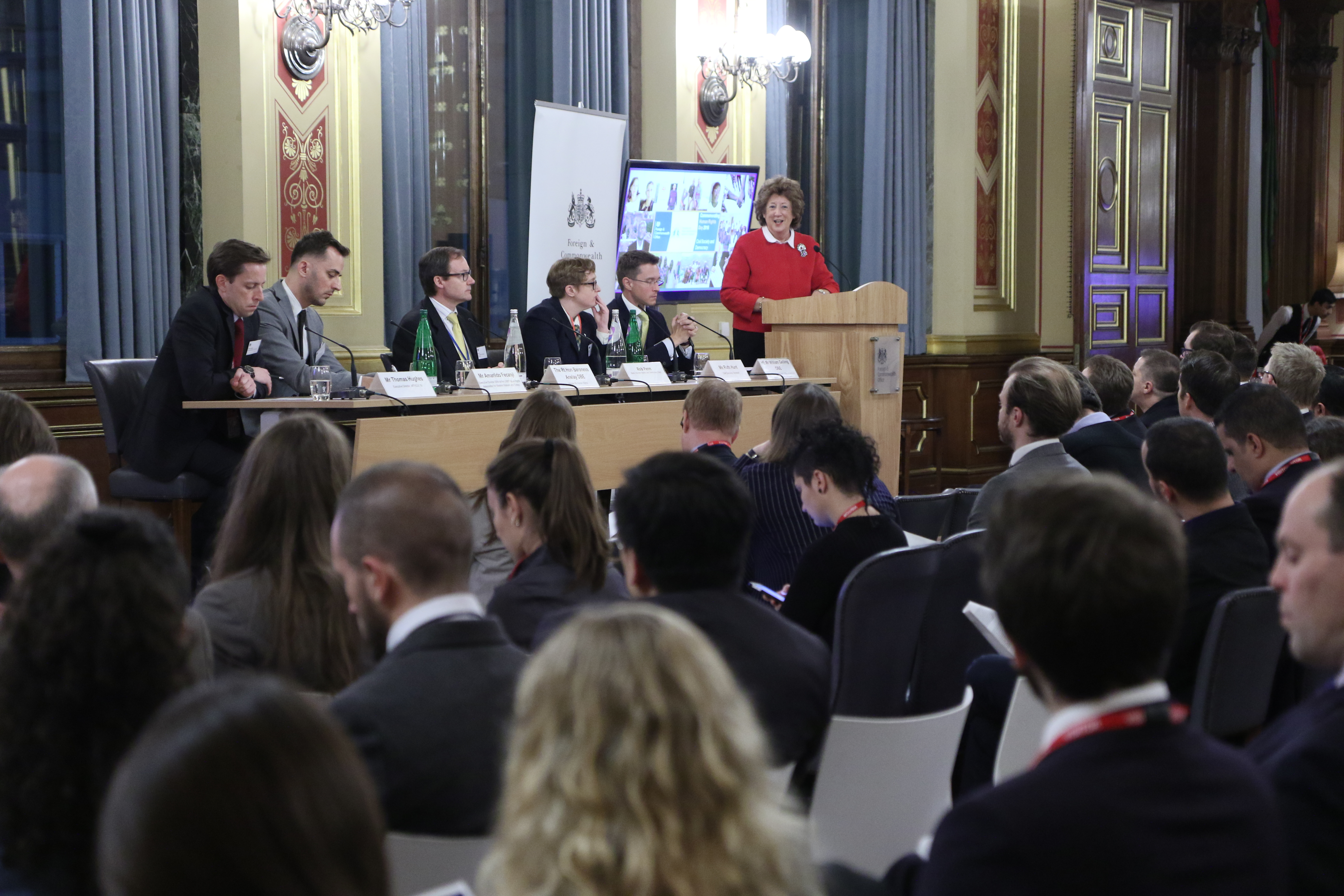
Cựu bộ trưởng Bộ Ngoại giao Anh Baroness Anelay phát biểu ở sự kiện kỷ niệm Ngày Quốc tế Nhân quyền tại Luân Đôn, ngày 8 tháng 12 năm 2016.

Ngày Quốc tế Nhân quyền là ngày 10 tháng 12 để kỷ niệm việc thông qua TNQTNQ. Năm 2008, LHQ tổ chức kỷ niệm tròn 60 ngày thông qua TNQTNQ, chủ đề là "Nhân phẩm và công lý cho mọi người". Năm 2018, LHQ tổ chức kỷ niệm tròn 70 năm TNQTNQ.

## Ảnh hưởng

### Tầm quan trọng

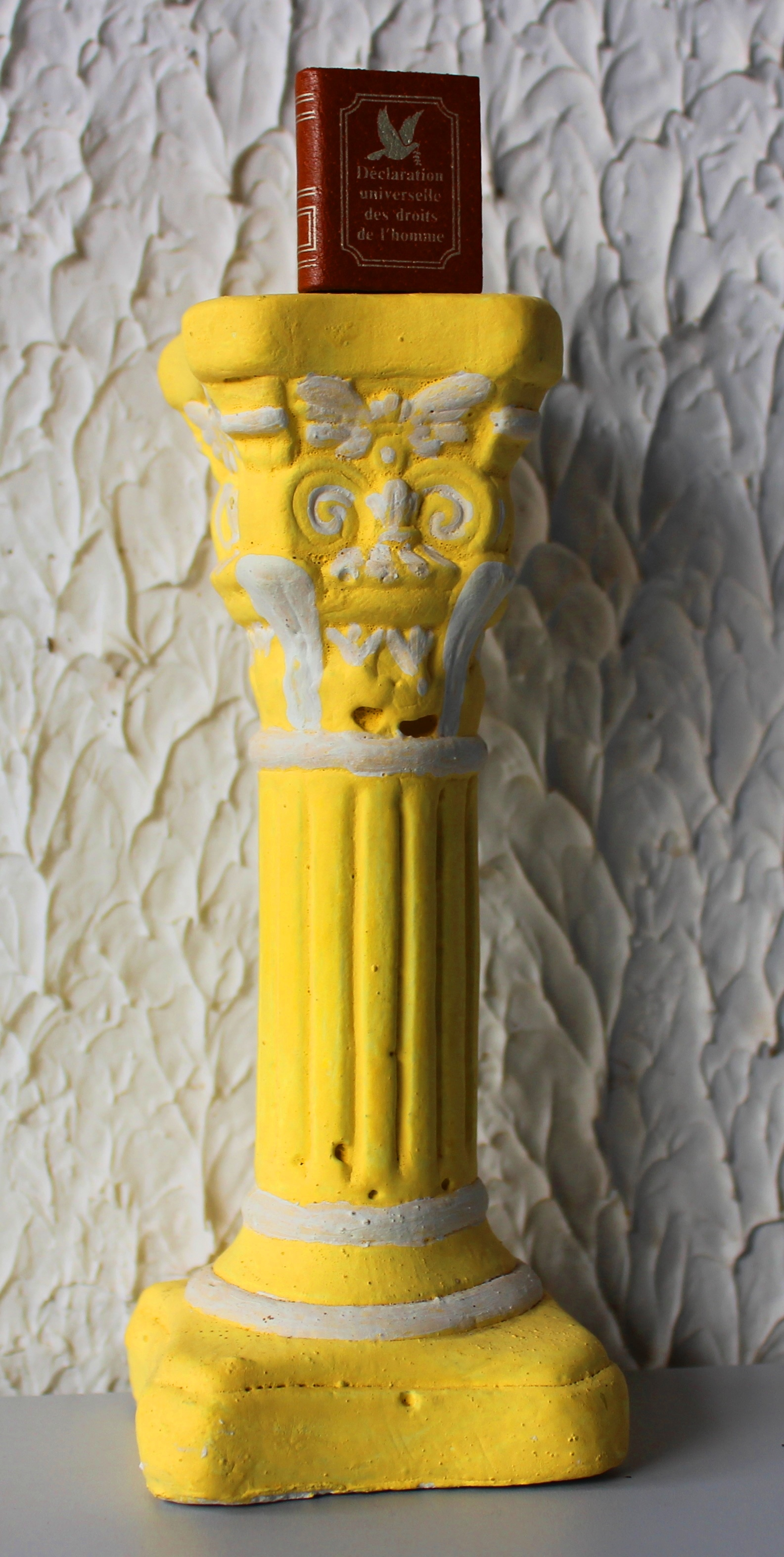
TNQTNQ bản vi quyển

TNQTNQ là văn kiện đột phá, đặt ra các quyền con người phổ quát vượt lên trên giới hạn văn hóa, tôn giáo, pháp luật và chính trị. Tính phổ quát của TNQTNQ được xem là "lý tưởng vô biên" và "đặc trưng táo bạo nhất" của văn kiện.
Bản TNQTNQ được Đại Hội đồng thông qua là bản song ngữ gồm tiếng Anh và tiếng Pháp, về sau được dịch ra tiếng Ả Rập, tiếng Nga, tiếng Tây Ban Nha và tiếng Trung, tất cả đều là ngôn ngữ chính thức của LHQ. LHQ đã hợp tác với các cá nhân, tổ chức để dịch TNQTNQ ra càng nhiều thứ tiếng càng tốt. Năm 1999, Sách Kỷ lục Guinness công nhận TNQTNQ là văn kiện được biên dịch ra nhiều thứ tiếng nhất trên thế giới, có 298 bản dịch. Năm 2021, TNQTNQ đã được dịch ra 530 thứ tiếng.

### Hiệu lực pháp luật
Nhiều luật sư luật quốc tế cho rằng TNQTNQ là tập quán quốc tế và công cụ đắc lực để gây sức ép ngoại giao, tinh thần lên các nước vi phạm quyền con người. Một nhà luật học nổi tiếng cho rằng TNQTNQ "được công nhận là đặt ra các quy phạm chung". Những học giả pháp lý khác thậm chí chủ trương TNQTNQ cấu thành quy phạm cưỡng chế mà các nước không được vi phạm. Hội nghị Liên Hợp Quốc về Nhân quyền năm 1968 có ý kiến rằng TNQTNQ "áp đặt nghĩa vụ lên các thành viên của cộng đồng quốc tế".
TNQTNQ là nền tảng của hai công ước quốc tế về quyền con người: Công ước quốc tế về các quyền dân sự và chính trị và Công ước quốc tế về các quyền kinh tế, xã hội và văn hoá. Các nguyên tắc của TNQTNQ được mở rộng trong những điều ước quốc tế khác như Công ước quốc tế về xóa bỏ mọi hình thức phân biệt chủng tộc, Công ước về xóa bỏ mọi hình thức phân biệt đối xử đối với phụ nữ, Công ước về quyền trẻ em, Công ước chống tra tấn. Nhiều người viện dẫn TNQTNQ để đòi quyền con người của mình được thừa nhận và bảo vệ.

#### Luật quốc gia
Một bài nghiên cứu năm 2022 cho thấy TNQTNQ đã đẩy mạnh việc hiến định những quyền con người nhất định. Một học giả ước tính rằng ít nhất 90 bản hiến pháp được ban hành sau năm 1948 có những điều khoản giống với hoặc chịu ảnh hưởng của TNQTNQ. Ít nhất 20 nước châu Phi dẫn TNQTNQ trong hiến pháp của mình. Năm 2014, hiến pháp của các nước sau dẫn TNQTNQ: Afghanistan, Benin, Bosnia-Herzegovina, Burkina Faso, Burundi, Campuchia, Chad, Comoros, Bờ Biển Ngà, Guinea Xích đạo, Ethiopia, Cộng hòa Dân chủ Congo, Gabon, Guinea, Haiti, Mali, Mauritania, Nicaragua, Niger, Bồ Đào Nha, Romania, Rwanda, São Tomé và Príncipe, Senegal, Somalia, Tây Ban Nha, Togo và Yemen. Ngoài ra, hiến pháp của Bồ Đào Nha, Romania, São Tomé và Príncipe và Tây Ban Nha quy định các tòa án phải giải thích hiến pháp hợp với TNQTNQ.

## Phản ứng

### Ủng hộ
TNQTNQ được nhiều nhà hoạt động, nhà luật học và nhà chính trị khen ngợi. Eleanor Roosevelt cho rằng TNQTNQ "có thể sẽ trở thành Đại Hiến chương mới của tất cả mọi người". Ở Hội nghị Thế giới về Nhân quyền vào năm 1993, đại diện của 100 nước khẳng định lại "sự tận tâm đối với các mục đích và nguyên tắc của Hiến chương Liên Hợp Quốc và Tuyên ngôn Quốc tế Nhân quyền" và nhấn mạnh rằng TNQTNQ là nền tảng cho LHQ tiếp tục cải thiện các tiêu chuẩn về quyền con người. Giáo hoàng Gioan Phaolô II gọi TNQTNQ là "một trong những biểu hiện cao cả nhất của lương tri của thời đại ta". Liên minh châu Âu tuyên bố rằng TNQTNQ "đặt quyền con người vào trọng tâm của quan hệ quốc tế".
TNQTNQ được đại đa số các tổ chức quốc tế và phi chính phủ ủng hộ. Liên đoàn Quốc tế Nhân quyền đặt ra nhiệm vụ trọng tâm là vận động bảo vệ các quyền lợi của TNQTNQ, Công ước quốc tế về các quyền dân sự và chính trị và Công ước quốc tế về các quyền kinh tế, xã hội và văn hóa. Ân xá Quốc tế thường xuyên kỷ niệm Ngày Quốc tế Nhân quyền và tổ chức các sự kiện nâng cao nhận thức về TNQTNQ.

### Chỉ trích

#### Thế giới Hồi giáo

Tỷ lệ tín đồ Hồi giáo của các nước.

Hầu hết các nước Hồi giáo thuộc LHQ vào năm 1948 đều ký TNQTNQ, bao gồm Afghanistan, Ai Cập, Iraq, Iran, Syria và Thổ Nhĩ Kỳ. Ả Rập Xê Út là nước Hồi giáo duy nhất biểu quyết trắng, cho rằng bản tuyên ngôn vi phạm luật Hồi giáo. Pakistan chỉ trích lập trường của Ả Rập Xê Út và ủng hộ quyền tự do tôn giáo trong TNQTNQ.
Sau Cách mạng Hồi giáo, đại diện mới của Iran ở LHQ cho rằng các nước Hồi giáo không thể thực hiện TNQTNQ bởi vì bản tuyên ngôn vi phạm luật Hồi giáo.
Tổ chức Hợp tác Hồi giáo thông qua Tuyên ngôn Cairo về Nhân quyền và Hồi giáo, tuyên bố mọi người đều được hưởng quyền lợi và nhân phẩm hợp với luật Hồi giáo, không phân biệt chủng tộc, màu da, ngôn ngữ, giới tính, tôn giáo, chính kiến, địa vị xã hội hoặc yếu tố khác. Tuyên ngôn Cairo được xem là lập trường của thế giới Hồi giáo đối với TNQTNQ, một mặt đặt ra các nguyên tắc phổ quát, một mặt chỉ viện dẫn luật Hồi giáo.

#### "Quyền từ chối giết người"
Ân xá Quốc tế và Phản chiến Quốc tế đã vận động bổ sung "quyền từ chối giết người" vào TNQTNQ. Phản chiến Quốc tế cho rằng quyền từ chối phục vụ trong quân đội phát sinh từ quyền tự do tư tưởng, lương tâm và tôn giáo. Hội đồng Nhân quyền LHQ đã khẳng định nhiều lần rằng điều 18 của TNQTNQ bảo đảm "mọi người có quyền từ chối phục vụ trong quân đội theo lương tâm như một hình thức thực hiện quyền tự do tư tưởng, lương tâm và tôn giáo".

#### Hiệp hội Nhân chủng học Hoa Kỳ
Hiệp hội Nhân chủng học Hoa Kỳ chỉ trích TNQTNQ là phản ánh thế giới quan phương Tây về quyền con người cho nên không phù hợp với các nước khác. Ngoài ra, Hiệp hội cho rằng phương Tây không có tư cách làm gương cho thế giới bởi vì phương Tây đã xâm chiếm, cưỡng bức các dân tộc khác.

#### ASEAN
Trước thềm Hội nghị Thế giới về Nhân quyền, đại diện của một vài nước châu Á thông qua Tuyên bố Bangkok, khẳng định lại sự tận tâm đối với các nguyên tắc của Hiến chương LHQ và TNQTNQ nhưng nhấn mạnh nguyên tắc chủ quyền, không can thiệp vào chính sự nội bộ và kêu gọi bảo vệ các quyền kinh tế, xã hội và văn hóa.

### Quyền con người
- Lịch sử quyền con người
- Các nguyên tắc Yogyakarta

### Những hiệp định không ràng buộc
- Tuyên ngôn Cairo về Nhân quyền và Hồi giáo
- Tuyên bố Viên và Chương trình Hành động
- Tuyên ngôn Thiên niên kỷ Liên Hợp Quốc

### Luật quốc tế về nhân quyền
- Công ước Genève (1949)
- Công ước châu Âu về Nhân quyền (1952)
- Công ước về ngườ tỵ nạn (1951)
- Công ước quốc tế về xóa bỏ mọi hình thức phân biệt chủng tộc (1969)
- Công ước quốc tế về các quyền dân sự và chính trị (1976)
- Công ước quốc tế về các quyền kinh tế, xã hội và văn hóa (1976)
- Công ước xóa bỏ mọi hình thức phân biệt đối xử với phụ nữ (1981)
- Công ước về quyền trẻ em (1990)
- Hiến chương các quyền cơ bản Liên minh châu Âu (2000)
- Công ước quốc tế về quyền của người khuyết tật (2007)

### Những triết gia ảnh hưởng TNQTNQ
- Tôma Aquinô
- Jean de Gerson
- Hugo Grotius
- Khổng Tử
- Samuel von Pufendorf
- John Locke
- Jean-Jacques Burlamaqui
- Jean-Jacques Rousseau
- Thomas Jefferson
- Jacques Maritain